# Læderkrone
Læderkrone (Ptelea) er en slægt med ganske få arter, der er udbredt i Nordamerika fra Ontario i Canada til Oaxaca i det sydlige Mexico. Det er løvfældende buske eller små træer med spredtstillede, oftest 3-koblede blade. Småbladene er mere eller mindre helrandede med gennemskinnelige kirtler. Blomsterne er 5-tallige og regelmæssige, samlet i endestillede stande. Frugterne er flade, vingede nødder med to frø.
| Arter |

- Kløver-Læderkrone (Ptelea trifoliata)
- Ptelea aptera

Note
1. ↑  Germplasn resources information network (GRIN): Species records of Ptelea anerkender således kun de to her nævnte arter.